# Sebastian Przybyszewski
Sebastian Przybyszewski (ur. 13 lutego 1981 w Łodzi) – polski piłkarz występujący na pozycji obrońcy.

## Przebieg kariery
Wychowanek ŁKS Łódź, z którego w sezonie 1999/2000 trafił do rezerw Widzewa Łódź. Następnie grał w Hetmanie Zamość, Pogoni Szczecin, ŁKS, Hetmanie, ponownie w ŁKS, Śląsku Wrocław, po raz kolejny w ŁKS. W lipcu 2009 został piłkarzem Warty Poznań, z którą pożegnał się w czerwcu 2010. W lipcu został pozyskany przez Pelikana Łowicz, z którego odszedł na początku 2012. W lutym podpisał kontrakt ze Stalą Rzeszów.
Swój pierwszy mecz w ekstraklasie rozegrał w barwach Pogoni Szczecin 3 sierpnia 2002 w wyjazdowym meczu z Zagłębiem Lubin (0:5). Łącznie w ekstraklasie rozegrał 44 spotkania. Ma 191 cm wzrostu.